# Dubh Artach
Vous lisez un « bon article » labellisé en 2010.
Dubh Artach (dans l'alphabet phonétique international prononcé [duːˈɑrtɑːx] en anglais et [t̪uh arˠʃt̪əx] en écossais) est un îlot de roche basaltique au large de la côte occidentale de l'Écosse, à 29 kilomètres à l'ouest de Colonsay et 24 km au sud-ouest du Ross of Mull, la plus large péninsule de l'île de Mull.
Un phare conçu par Thomas Stevenson, à la tour haute de 44 mètres, fut érigé à Dubh Artach entre 1867 et 1872, et un poste naval fut construit sur l'île d'Erraid. L'îlot ou rocher est sujet à des mers démontées, les gardiens du phare étant confrontés à des vagues de 28 mètres ou plus. En dépit de ces conditions défavorables, plusieurs personnes servirent sur le phare pendant de longues périodes, jusqu'à ce qu'il soit automatisé en 1971. Dubh Artach est le nom officiel du phare et le rocher lui-même est aussi connu sous le nom de Dhu Heartach.

## Toponymie
Des interprétations variées ont été proposées pour la signification du nom gaélique et la traduction la plus probable en français de Dubh Artach est « Rocher Noir », artach étant un terme écossais devenu obsolète pour un rocher ou un terrain rocailleux comme en irlandais. Les variations entre les formes anglicisées Dubh Artach et Dhu Heartach proviennent d'une mauvaise séparation des mots : le « h » final de /t̪uh arˠʃt̪əx/ semble faire partie du mot suivant, suggérant hartach ou heartach à une oreille inexercée.
Stevenson pensait que « Noir et lugubre » était une traduction du nom, observant que « comme d'habitude, en gaélique, ce n'est pas la seule [traduction] ». Adamnan, dans sa Vie de St Columba du VIIe siècle, donne au rocher le nom poétique de An Dubh Iar-stac, « le Stack Noir de l'Ouest ». Le rocher était aussi connu sous le nom de « Rocher de St. John » avant la construction du phare.

## Géographie

### Localisation
Dubh Artach est située dans le nord-ouest du Royaume-Uni, dans l'ouest de l'Écosse. Elle fait partie des nombreuses îles qui composent les Hébrides intérieures, un des nombreux archipels de cette nation constitutive du Royaume-Uni. Baignée par la mer des Hébrides appartenant à l'océan Atlantique, l'île se trouve au débouché du Firth of Lorn, une des grandes baies qui entaillent les côtes écossaises. Elle est distante de 29 kilomètres de Colonsay située au sud-est et de 24 kilomètres de l'île d'Iona et du Ross of Mull, une péninsule formant la partie méridionale de l'île de Mull, situées au nord-est. Administrativement, Dubh Artach fait partie du council area d'Argyll and Bute.

### Faune et flore
La faune de Dubh Artach n'a pas fait l'objet d'études, étant limitée aux insectes mentionnés par Stevenson. Cependant, un thon rouge a été capturé au large de l'île et rapporté au marché de Fleetwood.

### Géologie
Dans les temps préhistoriques, Dhu Artach était couvert par des plaques de glace qui s'étendaient de l'Écosse dans l'océan Atlantique au-delà des Hébrides extérieures. Après le dernier recul de la glace il y a environ 20 000 ans, le niveau de la mer était jusqu'à 130 mètres plus bas qu'actuellement. L'estimation du littoral après l'époque glaciaire est une tâche complexe, en raison de la montée isostatique des terres, mais vers le 14e millénaire avant Jésus-Christ, il est probable que le rocher était situé à l'extrémité occidentale d'un grand pont naturel reliant ce qui est à présent l'île d'Irlande à l'Écosse. Ce pont incluait les îles de Jura et d'Islay et était probablement relié à l'Écosse proprement dite par un isthme vers le loch Craignish au sud d'Oban.
La montée progressive du niveau de la mer aurait lentement isolé et presque submergé le rocher. Cette masse ronde et vert sombre, probablement d'âge tertiaire, est faite de roche basaltique, avec une présence minérale en augite et diabase. Longue de 73 m et large de 40 m, elle se dresse jusqu'à onze mètres au-dessus du niveau de la mer. Les études sous-marines indiquent que le rocher est à l'extrémité est d'une vallée s'étendant sur 130 kilomètres dans l'océan Atlantique, ce qui pourrait « expliquer les niveaux apparemment anormaux des mers auxquels la tour est sujette ». Le rocher est ainsi un bastion isolé de l'archipel des Hébrides intérieures. L'auteur Robert Louis Stevenson, fils de Thomas Stevenson qui conçut le phare, écrit :

« S'il est un récif laid, c'est bien celui de Dhu Heartach ; rien d'un ensemble agréable de saillies, mares et criques où un enfant pourrait jouer pendant tout un été sans s'ennuyer, comme le Bell Rock ou Skerryvore, mais un nodule ovale de roche trappéenne noire, avec des éclaboussures éparses de fucus à peine visible, et abritant dans chaque fissure un insecte miteux à mi-chemin entre le cloporte et la punaise. Pour toute autre vie il n'y avait que les oiseaux de mer, et la mer elle-même, qui se ruait comme un coursier et grondait autour du récif encore et toujours, même par temps calme, mugissant et se déversant sur le rocher lui-même. »

## Histoire

### Préparation et construction du phare

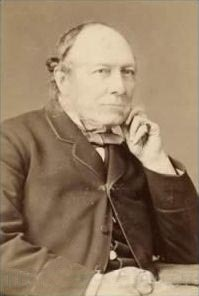
Thomas Stevenson, un des ingénieurs du phare avec son frère David.

Entre 1800 et 1854, trente navires s'échouèrent sur le récif. Cependant, le but du phare était non  seulement d'avertir les marins de la présence de  Dhu Artach lui-même, mais aussi de leur permettre de passer les redoutables rochers de Torran qui se trouvent entre Ross of Mull et Colonsay. On estima tout d'abord que le site ne se prêtait pas à l'installation d'un phare, mais la perte en 1864 du bateau à vapeur Bussorah avec ses trente-trois membres d'équipage lors de son premier voyage en mer, ainsi que de 24 vaisseaux (pas moins !) dans la zone lors d'une tempête les 30 et 31 décembre 1865, incita les assureurs Lloyds de Londres et le capitaine Bedford de l'amirauté à exiger que l'on fasse quelque chose,. Les travaux de construction furent conduits par une famille d'ingénieurs réputés, les Stevenson, les frères Thomas et David commençant les travaux en 1866. Thomas observa que « ce serait un chantier d'une ampleur peu commune ».
La base terrestre pour la construction du phare fut l'île d'Erraid près d'Iona. À environ 22 kilomètres de Dubh Artach par mer, Erraid fournit une carrière de granite gris et un poste naval une fois le phare achevé. Les premiers travaux sur le rocher débutèrent le 25 juin 1867 sous la supervision d'Alan Brebner, nécessitant une baraque de chantier en fer pour les ouvriers. Les grands vents de l'été engendrèrent des mers hautes, entraînant des vagues qui se brisèrent sur la toiture à 23 mètres au-dessus du niveau de la mer. Quatorze hommes y compris Brebner furent pris au piège pendant cinq jours. À un moment, l'eau de mer se déversa par la trappe, tourbillonnant autour d'eux et emportant ce qui restait de leurs provisions. Malgré tout, l'ensemble tint bon. Stevenson décrit une situation similaire : « les hommes étaient assis dans les hauteurs, prisonniers de leur tambour de fer qui résonnait alors sous les coups de fouet des embruns... C'est dans ces moments que le chef d'équipe, Mr. Goodwillie, que je vois encore devant moi dans son invraisemblable habit de chantier en loques, prenait son crincrin et, tel un ménestrel, faisait retentir une note humaine au cœur de la musique des tempêtes ».
En dépit des épreuves, une fosse de fondation de onze mètres de diamètre fut excavée. En 1869, la base pleine de la tour s'élevait de 9,8 mètres au-dessus des fondations. Ce  ne fut pas un mince exploit. À une reprise, onze pierres de deux tonnes furent délogées de la  troisième assise de la maçonnerie et emportées à tout jamais,. Robert Stevenson remarqua que cette destruction survint à la même hauteur « au-dessus de la mer que les carreaux de la lanterne du phare de Smeaton » à Eddystone.

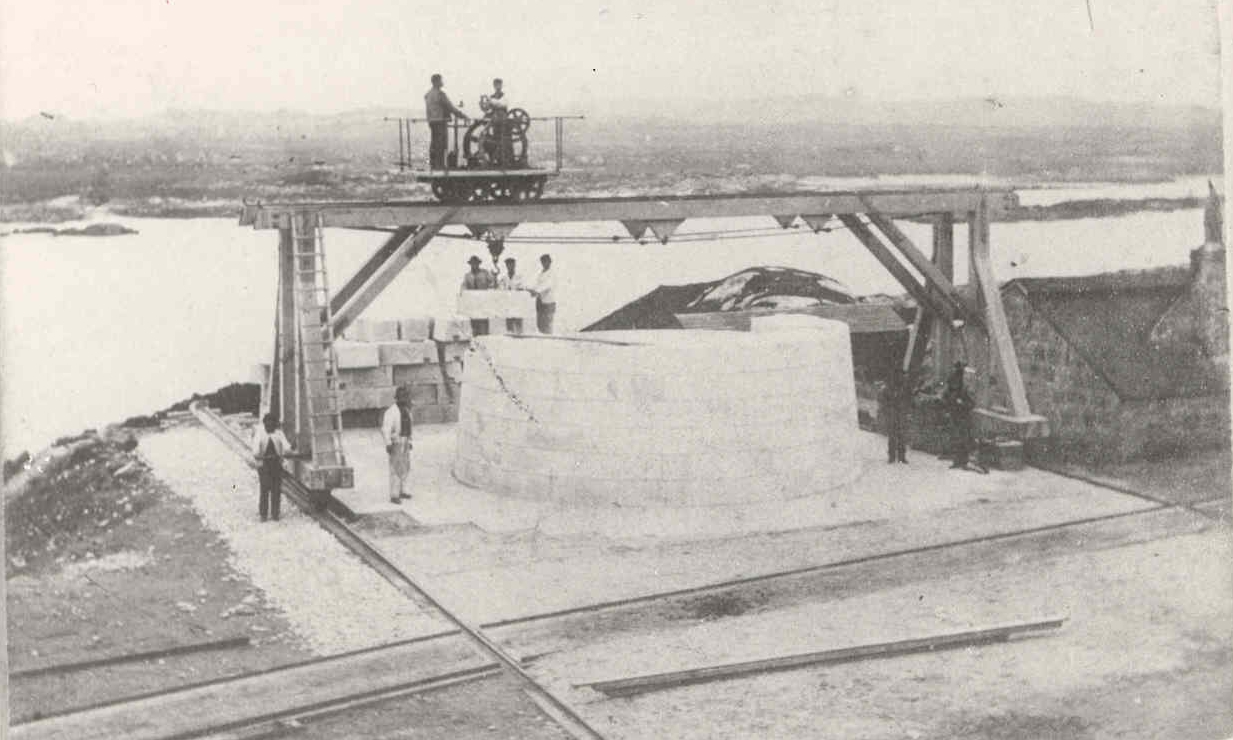
Essayage des blocs à proximité de la carrière sur l'île Erraid vers 1870.
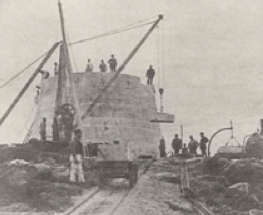
Construction de la tour sur Dubh Artach vers 1870.
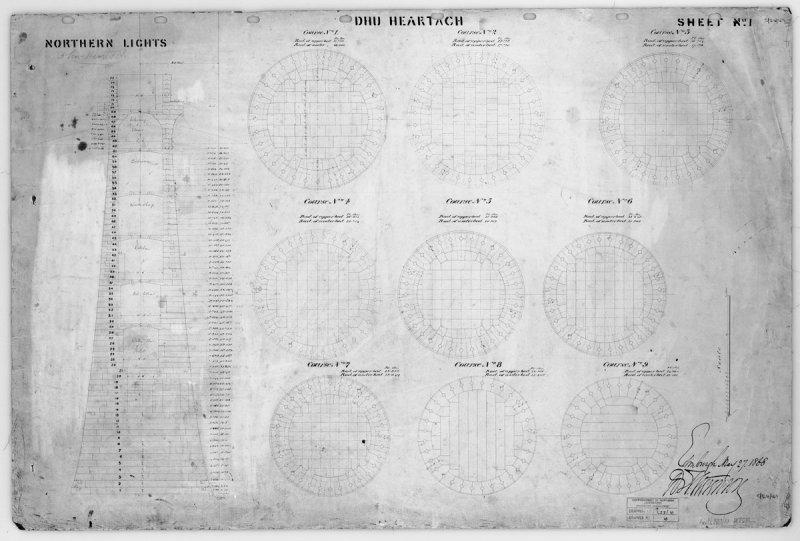
Plan des assises et sections.
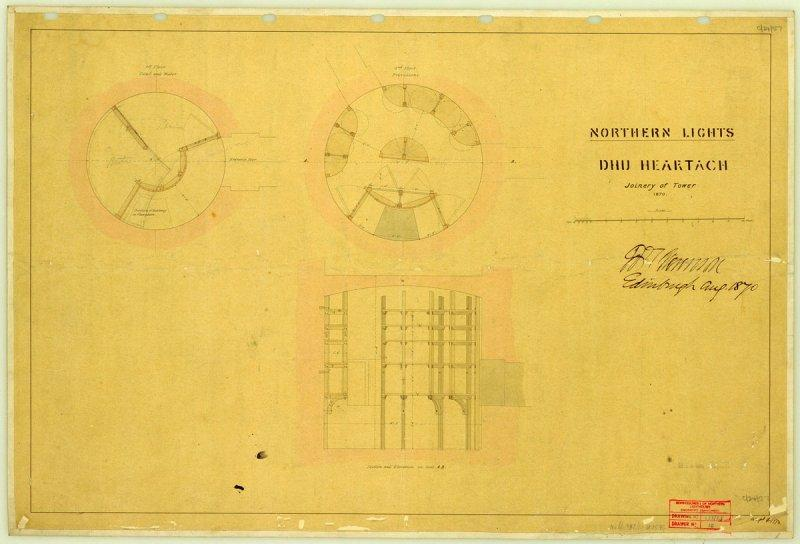
Détail des menuiseries.

La base pleine du phare, d'un poids de 1 840 tonnes, s'élève à plus de vingt mètres au-dessus des mers battantes, soit plus de deux fois la hauteur du rival britannique le plus proche, Skerryvore. Les blocs, taillés et ajustés sur Erraid, furent halés jusqu'au rocher dans des barges par le bateau à vapeur Dhuheartach ; chaque barge transportait 16 tonnes. Les travaux de maçonnerie furent terminés en 1871 et la lanterne, l'équipement optique et la cloche de brouillard furent installés l'année suivante. Le but de la cloche, sonnée continuellement lors de brouillard, était d'orienter les marins qui savaient où ils étaient selon la provenance du son. Le feu à secteurs du phare, d'une puissance de 800 000 candelas, comportait un secteur lumineux blanc et un secteur rouge pour les zones dangereuses telles que les côtes d'Iona et les rochers de Torran. Par temps clair, le signal était visible à environ 29 kilomètres, avec deux flashs toutes les trente secondes. Lors des brouillards, la cloche était sonnée rapidement pendant trente secondes puis s'ensuivait une pause de trente secondes.
Dubh Artach devint le premier phare isolé de Grande-Bretagne à utiliser la paraffine. La paraffine, dont le procédé de fabrication est dû au chimiste écossais James Young, est utilisée sous forme d'huile dans l'éclairage. Ce fut aussi l'un des quatre phares écossais situés à plus de dix milles marins des côtes. L'ouvrage terminé s'élève à 31 mètres au-dessus de la fondation, avec 77 assises de pierres au total. L'ensemble des travaux entrepris par le Northern Lighthouse Board coûta 65 784 £, sans tenir compte des 10 300 £ pour l'établissement du poste naval d'Erraid. Non sans émotion, Stevenson conclut :

« Ce serait mesquin, même si un grand et dangereux chantier comme celui-ci n'était pas mené à son terme, de ne pas faire l'éloge d'hommes tels que M. Brebner, le superviseur sur place, M. MacGregor, le capitaine du bateau à vapeur, M. Goodwillie, le chef des maçons sur le rocher, et M. Irvine, le chef du débarquement. En toute justice, la liste est bien plus longue, mais je peux seulement ajouter que de tous les hommes qui ont risqué leur vie pour finir le phare de Dhu Heartach, il y en a très peu qui se sont avérés être des poltrons. Ainsi va l'histoire habituelle de telles entreprises. »

### Mise en service du phare
La mise en service du phare ne mit pas fin aux risques. À marée basse, le débarquement est à environ 12 mètres au-dessus d'une embarcation mais non hors de portée de la houle. La majorité des débarquements se faisait par l'utilisation précaire de cordes depuis le mât de charge, même par temps calme. Par exemple, en 1947, la mer empêcha tout débarquement pendant 10 semaines et des provisions durent être larguées depuis un Junkers Ju 52. Les tempêtes pouvaient donner lieu à des vagues de hauteurs impressionnantes et, durant la première année de service, le paratonnerre en cuivre fut arraché de son support à une hauteur de 28 m au-dessus du niveau de la mer.
Le premier gardien principal du phare fut James Ewing, qui s'occupa de la lumière pendant les onze années suivantes. En dépit des conditions hostiles auxquelles faisaient face les gardiens, qui recevaient des primes pour cette raison, Ewing ne fut pas le seul à faire fonctionner la lumière pendant dix ans ou plus,. Cependant, certains trouvèrent le rocher isolé et ses quartiers exigus peu à leur goût : on dut empêcher un des gardiens de plonger dans la mer et de nager jusqu'au rivage.

### Modifications ultérieures
En 1874, le gardien en chef rapporta un incident suggérant que le rocher avait essuyé un tremblement de terre, mais le phare tint bon. En 1890, une bande rouge fut peinte autour de la section centrale du phare afin de le distinguer depuis Skerryvore, 32 kilomètres au nord-ouest. Une dispute concernant le financement des phares amena le président de la Commission du commerce et le ministre des finances, Michael Hicks Beach, à se rendre à Dubh Artach en 1898. En 1964, le nom du phare fut changé de Dhuheartach en Dubh Artach, son nom actuel, pour des raisons encore incertaines, bien que la seconde variante puisse être plus facile à écrire pour des anglophones. En 1971, le phare devint entièrement automatique et géré depuis Rinns of Islay. L'année suivante, un héliport fut construit afin de permettre aux travaux d'entretien d'être entrepris sans devoir recourir aux débarquements périlleux en mer. La cloche sonnant lors de la brume fut remplacée, à une année non précisée, par une corne de brume émettant deux fois toutes les 45 secondes.

## Dans la littérature
Les rapports personnels entre Robert Louis Stevenson et la construction du phare ainsi que du poste naval jouèrent un rôle important dans son roman Enlevé ! de 1886. Le personnage principal, David Balfour, connaît les dangers des Rochers de Torran et fait naufrage sur Erraid. L'île est également mentionnée à plusieurs reprises par l'écrivain William Black, dans son roman Macleod of Dare (1879) :

« Les feux au couchant s'estompèrent ; un crépuscule blême s'étendit sur la mer et le ciel ; et une petite étoile dorée, telle la pointe d'une aiguille, désigna l'endroit où les hommes de Dubh Artach avaient allumé leur phare pour la nuit à venir. [...] MacLeod était toujours sur le pont. Ils franchirent le Ross of Mull et vinrent dans les eaux plus calmes du Sound. Si seulement les habitants des chaumières d'Erraidh voyaient ce vaisseau gris fantomatique glisser sur les eaux ombres ! Derrière eux brûlait l'œil jaune de Dubh Artach. »